# San Rafael (kommun), Mexiko
San Rafael är en kommun i Mexiko.   Den ligger i delstaten Veracruz, i den sydöstra delen av landet, 250 km öster om huvudstaden Mexico City. Antalet invånare är 29 277. Arean är 106 kvadratkilometer.
Terrängen i San Rafael är platt.
Följande samhällen finns i San Rafael:
- San Rafael
- Vega de San Marcos
- Puntilla Aldama
- Cementeras del Pital
- Manuel Ávila Camacho
- Emiliano Zapata
- El Guayabal
- Melchor Ocampo
- Tres Encinos
- Nuevo Faisán
- Arroyo Zarco
- El Ojite
- La Chancla
- Benito Juárez Nuevo Centro de Población
- Calle Chica